# Youssouf Camara
Youssuf Camara – gwinejski piłkarz grający na pozycji napastnika. W swojej karierze grał w reprezentacji Gwinei.

## Kariera klubowa
W swojej karierze piłkarskiej Camara grał w klubie Hafia FC.

## Kariera reprezentacyjna
W 1976 roku Camara został powołany do reprezentacji Gwinei na Puchar Narodów Afryki 1976. Wystąpił w nim w sześciu meczach: grupowych z Egiptem (1:1), z Etiopią (2:1) i z Ugandą (2:1) oraz w grupie finałowej z Nigerią (1:1), z Egiptem (4:2) i z Marokiem (1:1). Z Gwineą wywalczył wicemistrzostwo Afryki.